# Stanley Plumly
Stanley Plumly (né le 23 mai 1939 à Barnesville (Ohio) et mort le 11 avril 2019) est un poète américain, professeur d'anglais et directeur de la filière d'écriture créative de l'université du Maryland.

## Biographie
Stanley Plumly grandit en Ohio et Virginie. Stanley Plumly est diplômé de Wilmington College (en), et de l'université de l'Ohio avec une licence de lettres en 1968. Il effectue son cursus de doctorat à l'Université de l'Ohio. Il prend la direction du département d'anglais à l'université du Maryland, il y fonde le journal Ohio Review.

## Publications

### Poésies

#### Recueils
- (en) Stanley Plumly, In the outer dark : poems, Baton Rouge, Louisiana State UP, 1970 (ISBN 0-8071-0427-2)
- How the Plains Indians Got Horses (Best Cellar Press, 1973)
- Giraffe (Louisiana Press, 1974)
- Out-of-the-Body Travel (Ecco/Viking, 1977)
- Summer Celestial (Ecco/Norton, 1983)
- (en) Stanley Plumly, Boy on the Step, New York, Ecco/Norton, 1989 (ISBN 0-88001-228-5, lire en ligne)
- Stanley Plumly, The Marriage in the Trees, Hopewell, NJ, Ecco Press, 1997, 79 p. (ISBN 0-88001-487-3, lire en ligne)

- Stanley Plumly, Now that my father lies down beside me : new & selected poems, 1970 to 2000, New York, Ecco Press, 2000 (ISBN 0-06-019659-9, lire en ligne)
- Old Heart (W. W. Norton, 2007)
- Orphan Hours (W. W. Norton, 2012)
- Against Sunset (W. W. Norton, 2016)

### Autres ouvrages
- (en) Argument & song, Other Press, LLC, 2003, 212 p. (ISBN 978-1-59051-076-6, lire en ligne)
- (en) Stanley Plumly, Posthumous Keats : A Personal Biography, New York, W. W. Norton, 2008, 288 p. (ISBN 978-0-393-06573-2, lire en ligne)
- The Immortal Evening: A Legendary Dinner With Keats, Wordsworth, and Lamb (W. W. Norton, 2014)
- Elegy Landscapes: Constable and Turner and the Intimate Sublime (W. W. Norton, 2018)
- Sebastian Matthews et Stanley Plumly, Search Party : Collected Poems, Mariner Books, 2005 (ISBN 0-618-56585-X)
- Michael Collier et Stanley Plumly, The new Bread Loaf anthology of contemporary American poetry, UPNE, 1999, 359 p. (ISBN 978-0-87451-950-1, lire en ligne)

## Prix et honneurs

### Prix
- Truman Capote Award for Literary Criticism, 2015[4]

- John William Corrington Award for Lifetime Achievement in Literature, 2010
- Beall Award in Biography from PEN, 2009
- Paterson Poetry Prize, 2008
- Los Angeles Times Book Prize , 2008
- Delmore Schwartz Memorial Award, 1972
- Ingram Merrill Foundation Award
- Pushcart Prize à six reprises
- Academy Award in Literature from the American Academy of Arts and Letters
- John William Corrington Award for Literary Excellence.

### Fellowships
- Rockefeller Foundation Fellowship
- Ingram-Merrill Fellowship
- 1973 John Simon Bourse Guggenheim[5]
- National Endowment for the Arts Fellowship à trois reprises
- 1991 Poète en résidence à The Frost Place.